# Partit Comunista Marxista-Leninista de Grècia
Partit Comunista Marxista-Leninista de Grècia (grec Μ - Λ Κομμουνιστικό Κόμμα Ελλάδας, Marxistiko - Leninistiko Kommunistiko Komma Elladas ML KKE) és un partit polític grec d'ideologia comunista marxista-leninista d'orientació maoista. Té el seu origen en l'Organització de Marxistes-Leninistes de Grècia, que el 1964 es va escindir del Partit Comunista de Grècia quan va donar suport les creences de Mao Zedong. Publica el bisetmanari "Laikos Dromos" (Λαϊκός Δρόμος).
A les eleccions legislatives gregues de 2000 el M-L KKE i A/synechia es presentaren plegats i obtingueren 5,866 vots. a les eleccions legislatives de 2004 el M-L KKE es presentà en solitari i va obtenir 4,846 vots. A les eleccions legislatives de 2007 va obtenir 8,088 vots (0,11%).

## Resultats electorals

### Eleccions legislatives
| Any       | Parlament Hel·lènic | Parlament Hel·lènic | Parlament Hel·lènic | Parlament Hel·lènic | Pos. | Govern            |
| Any       | Vots                | %                   | Escons              | +/−                 | Pos. | Govern            |
| --------- | ------------------- | ------------------- | ------------------- | ------------------- | ---- | ----------------- |
| 1981      | ML KKE - EKKE       | ML KKE - EKKE       | 0 / 300             | Nou                 | 11è  | Extraparlamentari |
| 1985      | Dins KA             | Dins KA             | 0 / 300             | =                   | 10è  | Extraparlamentari |
| 1989 (I)  | 1.594               | 0,02%               | 0 / 300             | =                   | 21è  | Extraparlamentari |
| 1989 (II) | 1.377               | 0,02%               | 0 / 300             | =                   | 13è  | Extraparlamentari |
| 1990      | 1.355               | 0,02%               | 0 / 300             | =                   | 18è  | Extraparlamentari |
| 1993      | 1,817               | 0.03%               | 0 / 300             | =                   | 15è  | Extraparlamentari |
| 1996      | 4,019               | 0.06%               | 0 / 300             | =                   | 16è  | Extraparlamentari |
| 2000      | ML KKE - A!         | ML KKE - A!         | 0 / 300             | =                   | 14è  | Extraparlamentari |
| 2004      | 4,765               | 0.06%               | 0 / 300             | =                   | 12è  | Extraparlamentari |
| 2007      | 8,137               | 0.11%               | 0 / 300             | =                   | 12è  | Extraparlamentari |
| 2009      | 5,219               | 0.08%               | 0 / 300             | =                   | 15è  | Extraparlamentari |
| 2012 (I)  | ML KKE - KKE (m-l)  | ML KKE - KKE (m-l)  | 0 / 300             | =                   | 21è  | Extraparlamentari |
| 2012 (II) | ML KKE - KKE (m-l)  | ML KKE - KKE (m-l)  | 0 / 300             | =                   | 17è  | Extraparlamentari |
| 2015 (I)  | ML KKE - KKE (m-l)  | ML KKE - KKE (m-l)  | 0 / 300             | =                   | 14è  | Extraparlamentari |
| 2015 (II) | ML KKE - KKE (m-l)  | ML KKE - KKE (m-l)  | 0 / 300             | =                   | 15è  | Extraparlamentari |
| 2019      | 2,706               | 0.05%               | 0 / 300             | =                   | 16è  | Extraparlamentari |
| 2023 (I)  | 3,926               | 0.07%               | 0 / 300             | =                   | 29è  | Extraparlamentari |
| 2023 (II) | 4,296               | 0,08%               | 0 / 300             | =                   | 21è  | Extraparlamentari |

### Parlament Europeu
| Any  | Vots   | %    | Escons | +/− | Pos. | Grup |
| ---- | ------ | ---- | ------ | --- | ---- | ---- |
| 1994 | 9,639  | 0.15 | 0 / 22 | Nou | 15è  | −    |
| 1999 | 16,782 | 0.26 | 0 / 22 | =   | 14è  | −    |
| 2004 | 21,220 | 0.35 | 0 / 22 | =   | 11è  | −    |
| 2009 | 13,138 | 0.26 | 0 / 22 | =   | 15è  | −    |
| 2014 | 10,771 | 0.19 | 0 / 21 | =   | 27è  | −    |
| 2019 | 12,231 | 0.22 | 0 / 21 | =   | 29è  | −    |
| 2024 | 6,836  | 0.17 | 0 / 21 | =   | 27è  | −    |